# Мёрнак
Мёрнак (фр. Moernach) — коммуна на северо-востоке Франции в регионе Гранд-Эст (бывший Эльзас — Шампань — Арденны — Лотарингия), департамент Верхний Рейн, округ Альткирш, кантон Альткирш.
Площадь коммуны — 6,79 км², население — 541 человек (2006) с тенденцией к росту: 583 человека (2012), плотность населения — 85,9 чел/км².

## Население
Численность населения коммуны в 2011 году составляла 572 человека, а в 2012 году — 583 человека.
| 1962 | 1968 | 1975 | 1982 | 1990 | 1999 | 2006 | 2008 | 2011 | 2012 |
| ---- | ---- | ---- | ---- | ---- | ---- | ---- | ---- | ---- | ---- |
| 485  | 453  | 434  | 426  | 454  | 536  | 541  | 545  | 572  | 583  |

Динамика населения:

## Экономика
В 2010 году из 373 человек трудоспособного возраста (от 15 до 64 лет) 289 были экономически активными, 84 — неактивными (показатель активности 77,5 %, в 1999 году — 77,0 %). Из 289 активных трудоспособных жителей работали 266 человек (152 мужчины и 114 женщин), 23 числились безработными (6 мужчин и 17 женщин). Среди 84 трудоспособных неактивных граждан 29 были учениками либо студентами, 27 — пенсионерами, а ещё 28 — были неактивны в силу других причин.
На протяжении 2011 года в коммуне числилось 218 облагаемых налогом домохозяйств, в которых проживало 587,5 человек. При этом медиана доходов составила 26915 евро на одного налогоплательщика.

## Достопримечательности (фотогалерея)

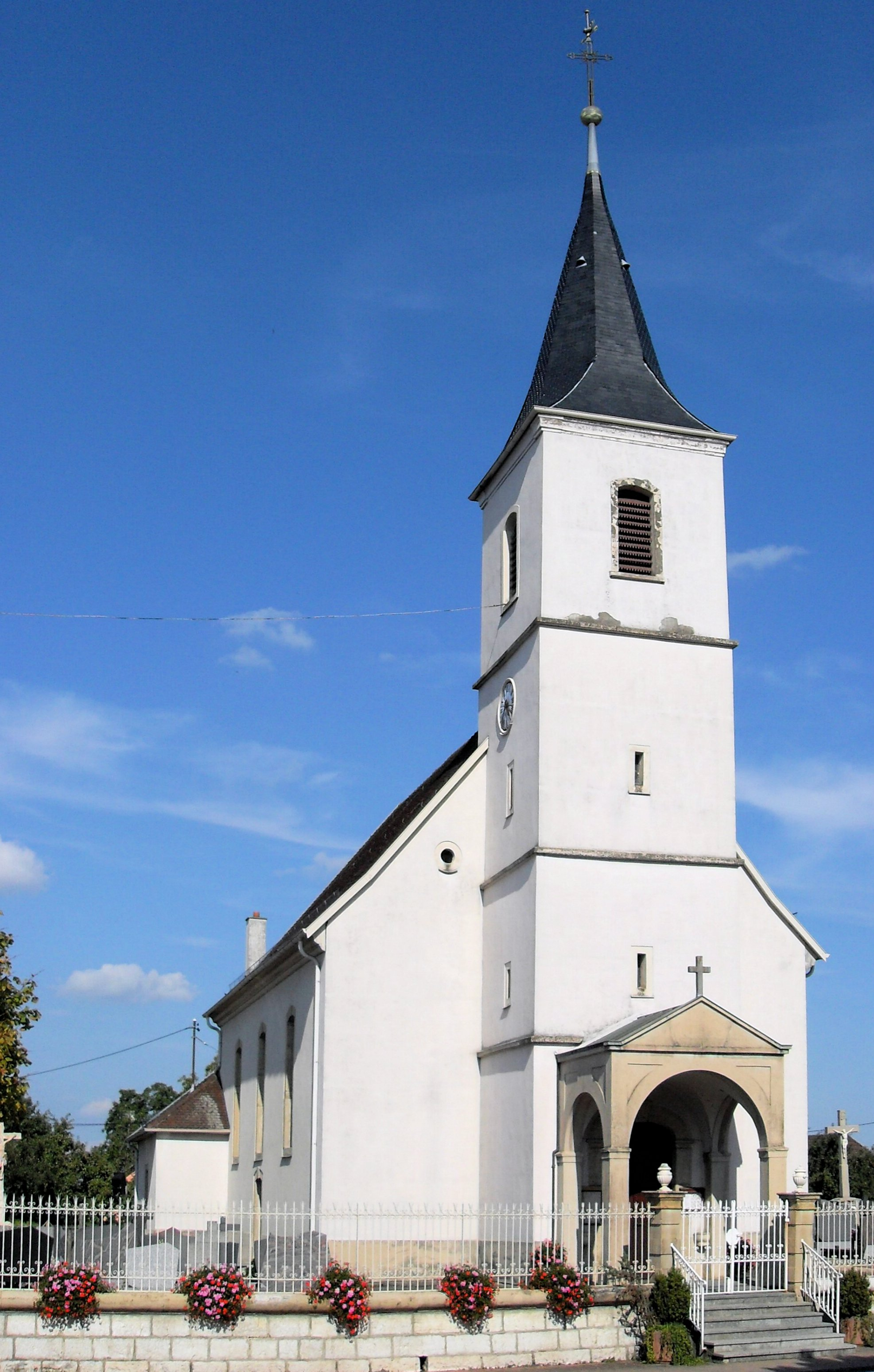
Колокольня церкви Сен-Жозеф